# Тунтутулиак (аэропорт)
Аэропорт Тунтутулиак (англ. Tuntutuliak Airport), (ИАТА: WTL, FAA LID: A61) — государственный гражданский аэропорт, расположенный в 1,85 километрах к югу от центрального делового района города Тунтутулиак (Аляска), США.

## Операционная деятельность
Аэропорт Тунтутулиак находится на высоте 5 метров над уровнем моря и эксплуатирует одну взлётно-посадочную полосу:
- 2/20 размерами 922 x 7 метров с гравийным покрытием.

За период с 26 августа 2008 года по 26 августа 2009 года Аэропорт Тунтутулиак обработал 390 операций взлётов и посадок самолётов (в среднем 32 операции ежемесячно), из них 87 % пришлось на рейсы аэротакси и 13 % — на авиацию общего назначения.